# 英国赤十字社
英国赤十字社（えいこくせきじゅうじしゃ、英：Brithish Red Cross）は、イギリスの赤十字団体。国際赤十字組織に参加しており、人道的支援を行っている。さらに、1,050か所の不動産と700台の車両を保有している。

## 活動目標
英国赤十字社は明確な活動目標として、「世界のどこであろうともっとも必要としている人々に対し緊急援助を提供する模範的なボランティア団体であること」を目指している。そして、「危機における希望のしるし」を理念に掲げている。

## 法的基盤
英国赤十字社は1870年に設立され、1908年の国王エドワード7世の勅許によって認可を受けている。その後1923年に国際赤十字・赤新月社連盟に加入した。世界の赤十字社の中で9番目に承認された。
英国赤十字社は1つの慈善団体として統一が図られてきた。その過程で1997年に定款が改定され、女王エリザベス2世による新たな勅許が1998年1月に与えられた。同時に、定款と新規管理システムも併せて実施された。組織再編以前は、組織上同社の各支部はそれぞれ独立した慈善団体であった。本社の理事会及び支部、地区・分区評議委員会の選挙は年に1回行われている。

## 概要

### 運営
英国赤十字社の運営については理事会が責任を持ち、8つの地域それぞれから選出された理事と、有識者や技術者から選ばれた7名、計15名によって構成される。方針の承認については理事会が取り扱い、実施上責任を持つ幹部および幹部会と密接な連携が行われる。理事会は少なくとも年6回、幹部会は2週間ごとに開催される。

### 職員
ロンドンの本社では約290人、英国全体では約2,600人の職員が働いている。うち職員の4分の3が女性である。

### ボランティア
英国赤十字社には44,000人のボランティアと約2500人の賛助会員がいる（賛助会員は、活発的な活動には参加できないが、英国赤十字社と絶えず関わることを望むボランティアのことを指し、その多くは女性である）。

## 事業

### 国内活動
主な活動としては、大きく分けて人道的価値（国際人道法や赤十字の基本原則）の普及や促進、緊急災害救護・対策の2つである。

#### 緊急救護と対策

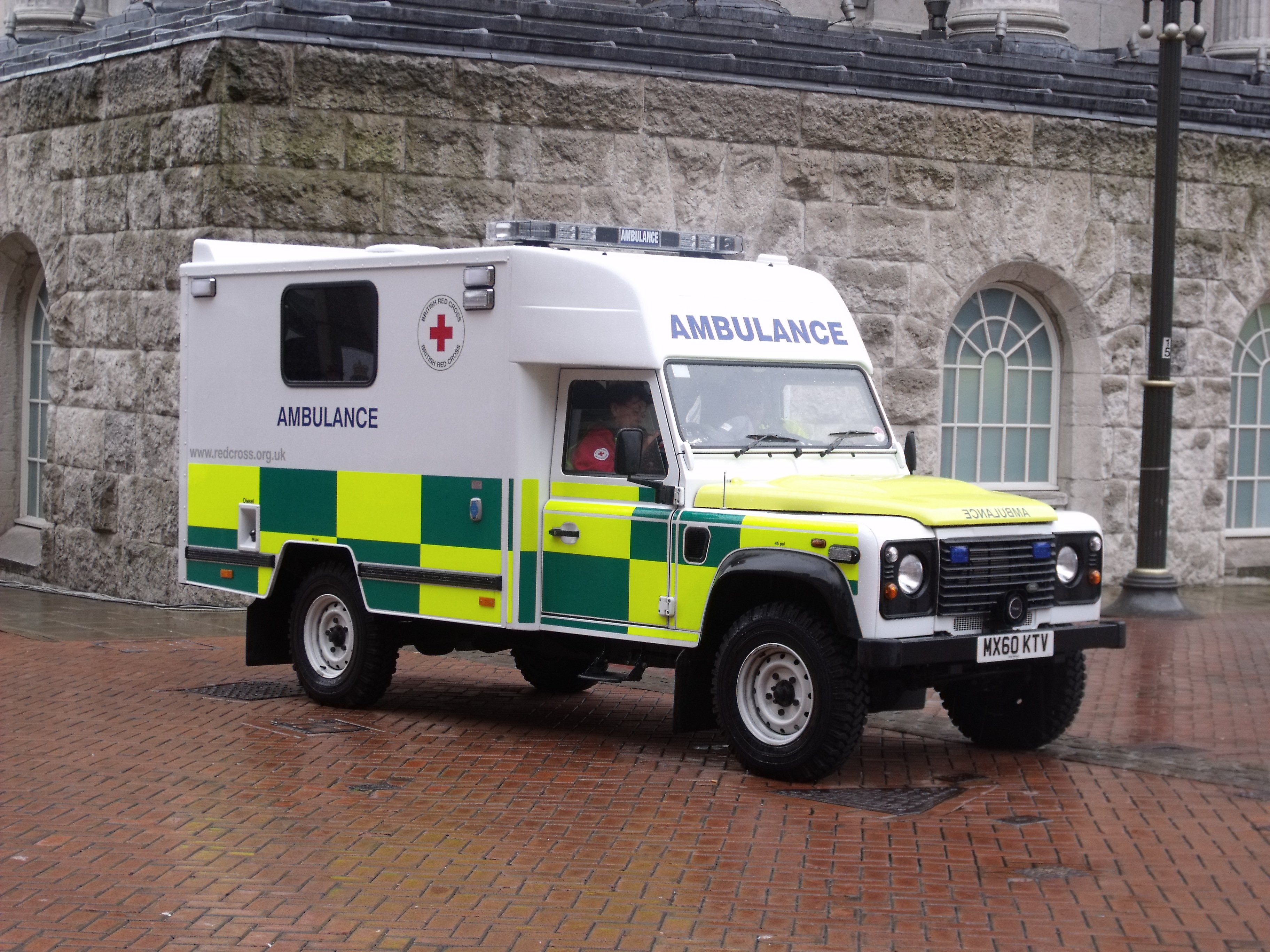
英国赤十字社の救急車

英国赤十字社は、同国における救急搬送を担っている。地元、地域、全国レベルで統合緊急計画調整に対する積極的な参加と援助を行っている。

#### 救急法講習
救急法の普及啓発に努め、受講を容易することや、個別講習を行っている。さらに政府の方針に働きかけることによって、全国的に救急法の能力を高めている。

#### 安否調査と赤十字通信
災害によって離散した家族や人々に、安否調査及び赤十字通信による仲介を行っている。

### 国際活動
英国赤十字社ではアフリカ、インド、中東、中央・東ヨーロッパ、そしてNIS諸国への支援が優先的に行われている。また、バングラデシュ、エチオピア、モザンビーク、ナイジェリア、ロシア、シエラレオネ、トルクメニスタン、ウガンダの赤十字社または赤新月社とともに開発協力事業を行っている。特に専門分野として、活動戦略作成、公衆衛生、災害対策、人道政策立案、組織能力強化、他団体との協力関係構築がある。

## 関連事項
- イギリスの医療
- 赤十字社
- 国際赤十字赤新月社連盟
- 赤十字国際委員会